# TIRAP
TIRAP, или Mal, (англ. toll-interleukin 1 receptor (TIR) domain containing adaptor protein, TIRAP; MyD88 adapter-like, Mal) — внутриклеточный адаптерный белок, относится к группе TIR домен-содержащих белков, участвующих в передаче сигнала от толл-подобных рецепторов. Особенно важен в функционировании антибактериального рецептора TLR4.

## История
Открыт в 2001 году ирландскими биологами Кэтрин Фицджеральд и Люком О'Нейлом из Тринити-колледжа (Дублин). Так как белок имеет большое сходство с другим адаптерным белком с TIR доменом MyD88, он был поначалу назван MyD88-адаптер-подобный белок, или Mal. 

## Структура и функция
TIRAP состоит из 221 аминокислоты.  В отличие от MyD88 TIRAP не взаимодействует с внутриклеточной киназой IRAK1, но связывается с другой киназой IRAK2. В клетке он находится в комплексе с TLR4 и облегчает связывание этого рецептора с MyD88, что инициирует последующую передачу сигнала. TIRAP содержит фосфатидилинозитол-4,5-бифосфат-связывающий домен, благодаря которому рекрутируется к клеточной мембране. 

## См.также
- Толл-подобные рецепторы
- TLR4
- MyD88